# Груберова, Эдита
Эди́та Гру́берова (словац. Edita Gruberová; 23 декабря 1946, Братислава, Чехословакия — 18 октября 2021, Цюрих, Швейцария) — словацкая оперная певица (колоратурное сопрано), прозванная «королевой колоратуры».
Певческий стиль Груберовой отличали исключительная чистота, подвижность, драматические интонации и умение петь высокие ноты с огромной силой, что сделало её на заре карьеры идеальной Царицей ночи. В более поздние годы с неизменным успехом исполняла партии в операх эпохи бельканто (первая половина XIX века).

## Биография
Эдита Груберова родилась в предместье Братиславы под названием Рача. Словацкий язык является её родным языком, хотя мать Эдиты — венгерка, а отец — немец по фамилии Грубер. Музыкальное образование начала в Братиславской консерватории, продолжила в Академии исполнительских искусств в Братиславе. Во время учебы пела в фольклорном ансамбле, несколько раз выходила на сцену Словацкого национального театра.
В 1968 году Груберова дебютировала в Братиславе в роли Розины в «Севильском цирюльнике». После победы на конкурсе вокалистов в Тулузе была приглашена на роль солистки в оперную труппу в Банска-Бистрица, где выступала с 1968 по 1970 год. В 1969 году преподаватель вокала Мария Медвецкая тайно устроила для Груберовой прослушивание в Венской государственной опере, куда Эдита была сразу же приглашена. После успеха в Венской опере в роли Царицы ночи Груберова приняла решение эмигрировать на запад.
В последующие годы пела важные партии в Венской опере и крупнейших оперных театрах мира. Выступила в Глайндборне в 1973 и в Метрополитен-опера в 1977 году в роли Царицы ночи, в 1977 году на Зальцбургском фестивале под управлением Герберта фон Караяна в роли Тибо в «Доне Карлосе». В 1981 году вместе с Лучано Паваротти снялась в фильме Жан-Пьера Поннеля «Риголетто». В роли Джульетты («Капулетти и Монтекки» Винченцо Беллини) дебютировала в Ковент-Гардене в 1984 году. 
Другие важнейшие роли Груберовой — Цербинетта («Ариадна на Наксосе»), Джильда («Риголетто»), Виолетта («Травиата»), Лючия («Лючия ди Ламмермур»), Констанца («Похищение из сераля»), Манон («Манон») и Оскар («Бал-маскарад»); она пела Донну Анну («Дон Жуан») в «Ла Скала» в 1987 году, Марию в «Дочери полка» в 1987 году, Семирамиду в 1992 году в Цюрихе, королеву Елизавету («Роберто Деверё») в Вене в 1990 году. В 2003 году добавила к своему репертуару «Норму» и выступала в этой партии в Мюнхене в 2008—2009 годах.
Эдита Груберова сделала много аудио- и видеозаписей. В её видеографии — полнометражные записи трилогии Доницетти о Тюдорах и другие оперы бельканто (преимущественно под лейблом Nightingale Classics). Многие фильмы и телевизионные записи спектаклей с участием Груберовой выпущены на DVD, в том числе «Норма», «Травиата», «Манон», «Беатриче ди Тенда», «Лукреция Борджиа» и «Линда ди Шамуни».
В 2019 году приняла решение покинуть оперную сцену и выступила в прощальных спектаклях в Баварской опере («Роберто Деверё» Г. Доницетти) и в Венгерской опере («Лючия ди Ламмермур» Г. Доницетти). Скончалась два года спустя.

## Награды
- Орден Двойного белого креста 2 степени (22 сентября 1997 года, Словакия)[9].
- Крест Президента Словацкой Республики 2 степени (2 октября 2003 года, Словакия)[10].
- Баварский орден «За заслуги» (1997 год, Бавария, Германия).
- Орден Максимилиана «За достижения в науке и искусстве» (1999 год, Бавария, Германия).
- Золотой почётный знак «За заслуги перед Австрийской Республикой» (2004 год, Австрия)[11].
- Австрийский почётный крест «За науку и искусство» 1 класса (1995 год, Австрия)[11].
- Золотой знак «За заслуги перед городом Веной» (27 мая 2009 года, Австрия)[12].
- Почётный гражданин Братиславы (24 сентября 1997 года)[13].